# Cruz de Honor de la Madre Alemana
La Cruz de Honor de la Madre Alemana en alemán: Ehrenkreuz der Deutschen Mutter), conocida coloquialmente como Mutterehrenkreuz (Cruz de Honor de la Madre) o simplemente Mutterkreuz (Cruz de la Madre), fue una condecoración estatal conferida por el gobierno del Reich alemán para honrar a una madre alemana Reichsdeutsche (alemana nativa) por mérito excepcional para la nación alemana. La elegibilidad más tarde se extendió para incluir a las madres Volksdeutsche (alemanas étnicas) de, por ejemplo, Austria y los Sudetes, que habían sido incorporados al Reich. 
La condecoración fue conferida desde 1939 hasta 1945 en tres clases: bronce, plata y oro, a las madres Reichsdeutsche que exhibieron probidad, maternidad ejemplar, y que concibieron y criaron al menos cuatro o más niños en el papel de un padre. Una práctica similar, que continúa hasta nuestros días, ya se estableció en Francia desde 1920, al conferir la Médaille de la Famille française (Medalla de la familia francesa), un homenaje a la madre francesa que crio a varios hijos de manera adecuada.

## Historia

### Creación

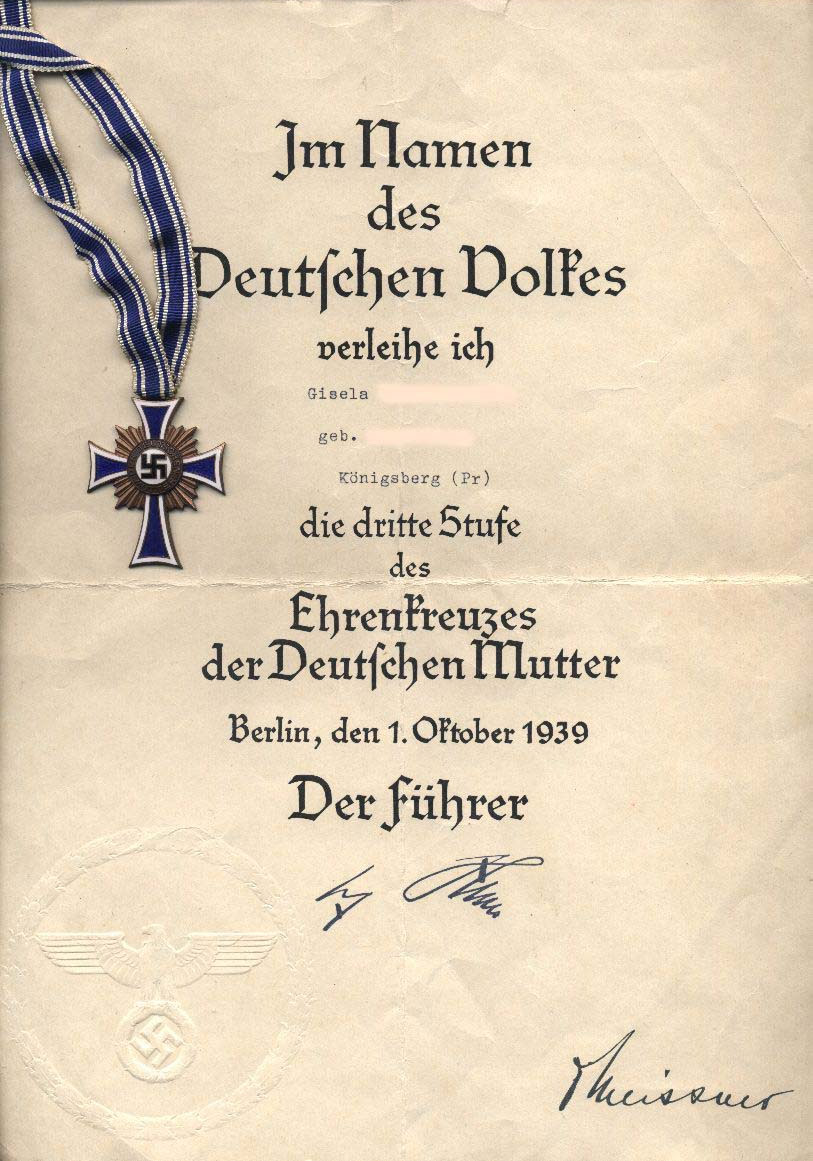
Certificado de adjudicación.

En reconocimiento de la importancia sustancial que el papel y la maternidad de una mujer cumplía en la persistencia de la raza alemana y el apoyo hacía una Alemania fuerte, la Cruz de Honor de la Madre Alemana fue introducida por decreto en Berlín el 16 de diciembre de 1938 por el Führer und Reichskanzler (líder y canciller imperial) Adolf Hitler. El preámbulo del decreto legal declaró: 
Como un signo visible de gratitud de la nación alemana a las madres ricas en niños, establezco esta Cruz de Honor de la Madre Alemana (Texto original en alemán: "Als sichtbares Zeichen des Dankes des Deutschen Volkes an kinderreiche Mütter stifte ich das Ehrenkreuz der Deutschen Mutter").
Las cruces se otorgaron anualmente el segundo domingo de mayo (Domingo de la Madre o Día de la Madre), pero también se extendieron para incluir otras ocasiones nacionales anuales de celebración. Entonces, a pesar de su institución en 1938, los primeros premios se entregaron en mayo de 1939.

## Condecoración

### Clases
La Cruz de la Madre se componía de tres clases, y se confirió a las madres de acuerdo con su legislación legal: Verordnung des Führers und Reichskanzlers über die Stiftung des Ehrenkreuzes der Deutschen Mutter vom 16. Dezember von 1938. Reichsgesetzblatt (RGBI) Teil I, 1938, Nr. 224, Seite 1923 (En español: Orden estatutaria del líder y canciller sobre el establecimiento de la Cruz de Honor de la Madre Alemana del 16 de diciembre de 1938. Imperial- (Reichs) Law Gazette (RGBl) Parte I, 1938, N.º. 224, página 1.923), y su estricto protocolo de selección de nominaciones.
- 1.ª clase, Cruz de Oro: madres elegibles con ocho o más hijos[2][6]
- 2.ª clase, Cruz de Plata: madres elegibles con seis o siete hijos
- 3.ª clase, Cruz de Bronce: madres elegibles con cuatro o cinco hijos

### Diseño de la Cruz
El diseño de la cruz es una forma alargada y esbelta de la Cruz de Hierro o Cruz patté y es muy similar en diseño a la Cruz Mariana de la Orden de los Caballeros Teutónicos (Marianerkreuz des Deutschen Ritterordens), esmaltada en azul translúcido con un delgado borde blanco opaco. Descansando en los rayos radiantes del estallido central de la estrella hay un roundel de metal decorado con las palabras "DER DEUTSCHEN MUTTER" (en español: A LA MADRE ALEMANA) alrededor de un símbolo de "esvástica" centrado en negro esmaltado, esmaltado en blanco. El diseño de la cruz fue creación del arquitecto y escultor establecido con sede en Múnich Franz Berberich. La producción de la cruz involucró a varios fabricantes de medallas aprobados por la Präsidialkanzlei (Cancillería presidencial) de todo el Reich alemán. La marca de un fabricante nunca se aplicó a las cruces producidas; aunque cada casa de fabricación oficial aplicó su nombre al estuche de presentación azul oscuro (cubierta interior) para la Cruz de Oro de 1.ª Clase y los sobres de presentación (reverso) para cada una de las Cruces de 2.ª y 3.ª Clase.

### Inscripción del reverso de la Cruz

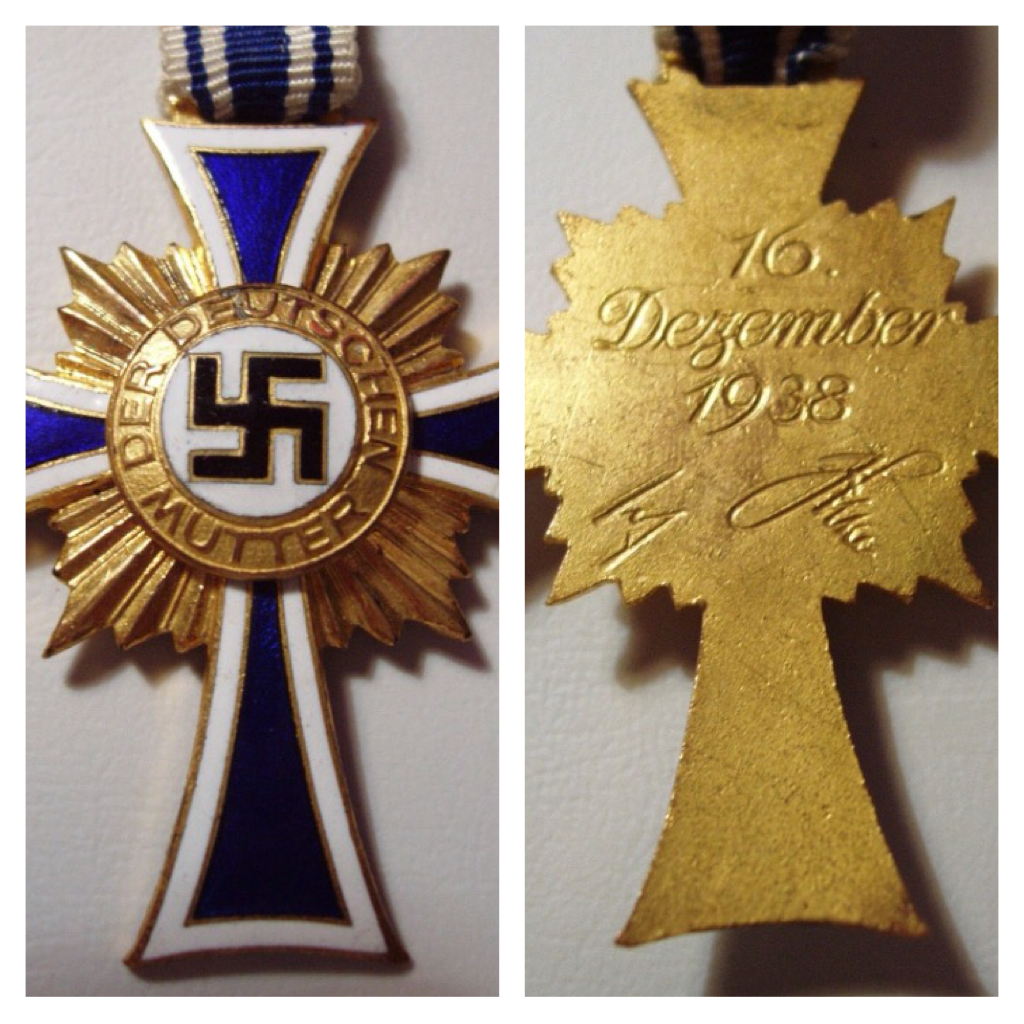
Mutterkreuz parte frontal y dorso.

Inscrito en el reverso de la cruz, de los cuales existen dos estilos oficiales en el reverso, está la inscripción Das Kind adelt die Mutter (El niño ennoblece a la madre) que se encuentra en la versión inicial producida al inicio durante la primera parte de 1939. En la siguiente versión producida entre 1939 y 1945, la antigua inscripción inversa inicial fue reemplazada durante la producción con la fecha del decreto de condecoración 16. Dezember 1938. Directamente debajo de cada uno de los dos estilos está la firma facsímil inscrita de Adolf Hitler; existe una variación de estilo en esta firma entre la versión inicial y la posterior producida.

### Cinta de cuello
La condecoración se lleva alrededor del cuello en la estrecha cinta azul y blanca que la acompaña de alrededor de 60-70 cm de longitud. No se permitió ningún otro formato de uso o colocación.

### Escritura de documentos de transferencia y de identificación
Acompañando la decoración era un acto de atribución (Besitzzeugnis de otro modo Verleihungsurkunde) sellado con el Hoheitszeichen des Deutschen Reiches (Gran Sello del Reich alemán) y la firma facsímil de Adolf Hitler y facsímil refrendo del Ministro de Estado Otto Meißner, jefe de la Oficina del Presidente de Alemania (Präsidialkanzlei). También estaba disponible un documento oficial de identificación con fotografía en azul pálido (Ausweis), que identificaba al titular y certificaba el otorgamiento de la condecoración a la madre receptora, así como también proporcionaba instrucciones en el reverso para el uso correcto de la decoración, permitidas en absoluto. Estado "formal", celebraciones y ocasiones familiares solamente.

### Miniatura de la Cruz de la Madre

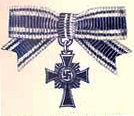
Ilustración: versión en miniatura semioficial aprobada opcional de la Cruz de la Madre que mide alrededor de 2 cm, con un lazo de cinta adjunto, como se muestra en el catálogo de suministros original producido por el fabricante de medallas aprobado por el LDO Boerger & Co., (Beco) de Berlín.

Una versión en miniatura semioficial aprobada opcional de la Cruz de la Madre que mide alrededor de 2 cm con inscripción en el reverso, unida a un lazo de cinta azul-blanco, también se produjo en cada una de sus tres clases; se autorizó solo para uso general diario. El uso del lazo de cinta azul-blanco solo, sin la cruz en miniatura adjunta, también fue autorizado para el mismo propósito. La miniatura era un suplemento opcional, que se podía comprar en privado a los proveedores de suministros autorizados relevantes, como los joyeros de la calle o directamente de los fabricantes de medallas aprobados por el LDO (Leistungsgemeinschaft der Deutschen Ordenshersteller) responsables de la fabricación de suministros minoristas privados. Otros formatos puestos a disposición por esos fabricantes para las ganadoras del honor, como los broches, eran simplemente adornos de comercialización no oficiales.

### Legado
La Cruz de Honor de la Madre Alemana, tras la muerte de la honrada madre receptora, fue autorizada por ley a permanecer heredada con la familia afligida como un memorial de recuerdo.

### Grado Especial
Había una versión de este premio que tenía pequeños diamantes colocados en la esvástica. Se desconocen los requisitos precisos, pero una fotografía de esta variante (vista en la página 75 en el libro 'Premio político y civil del Tercer Reich' ISBN 0912138165) declaró que había sido otorgado a una mujer de Dresde que era madre de dieciséis hijos. A lo que se deduce que ésta excepción era entregada a madres de dieciséis o más hijos.

## Nominación y condiciones para la conferencia

### Ideología
La Cruz de Honor de la Madre Alemana representaba las ideologías fundamentales del papel de la madre (el papel de la mujer bajo el nacionalsocialismo) y el nacionalismo étnico (el movimiento Völkisch) de ese período en Alemania. Su inicio siguió a los "años veinte" o "dorados años veinte" anteriores, como se lo refirió más tarde en Europa y en un período durante la República de Weimar de Alemania, que vio a las mujeres jóvenes romper con las "costumbres" tradicionales o también dejar de lado los patrones de estilo de vida "tradicionales".

### Nominación
Una recomendación presentada colectivamente al comienzo de cada mes a la Präsidialkanzlei der Ordenskanzlei  (Cancillería presidencial de la Cancillería de Honores) en Berlín para el honor de la Cruz de la Madre, solo podía ser instigada por la oficina del alcalde local, o previa solicitud del Ortsgruppenleiter (líder del partido político local) del Partido Nacional Socialista de los Trabajadores Alemanes (NSDAP), o del Kreiswart des Reichsbundes der Kinderreichen (Guardián del Distrito de la Unión del Reich de familias ricas en niños).

### Elegibilidad, criterios y proceso burocrático
La nominación implicó un largo y exhaustivo proceso burocrático. No solo se observaron ciertas características de la madre y se estudió a fondo la elegibilidad, sino también aquellas que llevaron a los abuelos. La concesión de la Cruz de la Madre fue tan apreciada por el gobierno de Berlín, que los recursos burocráticos adicionales asignados a decoraciones civiles y militares menores fueron retirados para los exhaustivos procedimientos administrativos que esta decoración solo requería. Su precedencia, especialmente durante el período de guerra de Alemania, vio todos los otros honores y condecoraciones civiles, pero la Cruz de la Madre se suspendió temporalmente ya que el propósito original para su establecimiento ahora era más significativo. Las agencias gubernamentales locales como la Agencia de Bienestar Social (Wohlfahrtsamt), el Departamento de Salud Pública (Gesundheitsamt), la Agencia de Bienestar Juvenil (Jugendamt), la Policía (Polizei) y otras agencias gubernamentales fueron consultadas en el proceso de investigación de elegibilidad. La condecoración podía y debía ser otorgada a las madres probadas más honorables. Por consiguiente, los siguientes requisitos previos legislativos debían cumplirse estrictamente: 
- a) que ambos padres de los niños eran deutschblütig (de herencia de sangre alemana) y genéticamente aptos,[2]
- b) que la madre de la condecoración era realmente "digna" de la decoración, y
- c) que los niños eran nacidos vivos.

Con cierto detalle, estos criterios requerían, por ejemplo: 
- I). La madre debe presentar pruebas en forma de una declaración firmada "de que la madre y su esposo es/son deutschblütig (de herencia de sangre alemana), que sus cuatro abuelos no son de origen judío u otro origen étnico extranjero, ni alguna vez perteneció o se suscribió a la religión judía,[12][17] y en circunstancias en las que falleció el esposo o el matrimonio, confirma además que no se conocen hechos contradictorios al creer el Deutschblütigkeit (linaje alemán) del exesposo". A menos que se emitieran dudas para sugerir lo contrario en la validez de la declaración dada, debía aceptarse como suficiente.
- II) La madre era realmente "digna" de la decoración (demostró ser una madre honorable de prestigio moral, genéticamente saludable y genéticamente en forma. Sin evidencia de confinamiento previo a un centro penitenciario estatal (Zuchthaus), infidelidad conyugal, aborto ilegal o cualquier otra carga personal de tabú o delitos sociales como prostitución o comportamiento promiscuo, relaciones íntimas interraciales (mestizaje) o de otro modo exogamia, entre otros criterios que debían ser investigados y evidenciados por las autoridades gubernamentales).[7][8]
- III) Otras condiciones observadas, que involucraron a toda la familia, fueron que los niños estuvieran libres de enfermedades hereditarias o trastornos genéticos, que existía una responsabilidad consciente sin supervisión en los padres, conscientes de mantener el hogar de la familia con estándares aceptables y de criar a sus hijos para ser compatriotas útiles a la comunidad y a la raza. El esposo no había cumplido una pena de prisión, la familia no concibía una gran cantidad de dependientes (hijos) como una forma de subsistencia para recibir desembolsos monetarios significativos de la manutención infantil estatal (Kinderbeihilfe) y, por lo tanto, se sentía con derecho a evitar un empleo regular al explotar ese estilo de vida, los miembros de la familia que no eran alcohólicos y/o fumadores crónicos, no eran tímidos en el trabajo ni tenían conflictos con la ley y la policía ni presentaban otros delitos sociales, y la familia no estaba cargando la ayuda pública o privada de asistencia social.

En el caso de que las autoridades encontraran tales discrepancias durante sus investigaciones que conducían a la no elegibilidad, la familia corría el riesgo de ser considerada o estigmatizada como "asozial" (antisocial) o disfuncional, que en ese momento se consideraba un riesgo y una amenaza para el bienestar de la nación alemana. Se declaró inconcebible y aborrecible considerar o recomendar a cualquier madre de tal origen familiar para el honor de la Cruz de la Madre. En un extracto adicional del protocolo de selección de solicitud oficial, la oficina del alcalde local también fue alentada, si su oficina recomendaba a una madre, a considerar si la madre en cuestión, que ha regalado la vida de sus hijos, ha dado a luz hijos que probablemente soportara sacrificios en aras de preservar la nación alemana, o si los niños representaban una carga y un peligro para el futuro de la nación alemana, y quizás los niños deberían haber permanecido aún por nacer.

### Beneficios y privilegios
Se otorgaron varios privilegios al honor, un ejemplo fue el trato preferencial, la prioridad y el servicio prioritario dentro de la sociedad y los servicios públicos. Como un recuento recordatorio "...siempre se les dio lo mejor de todo: vivienda, comida, ropa y educación para sus hijos. Las personas mayores incluso tuvieron que renunciar a sus asientos en el autobús o el tranvía. Fueron tratados como realeza con el mayor respeto. No había que hacer cola para ellos. En la carnicería, los mejores cortes de carne irían a sus canastas. El gobierno asignó un ayudante o una enfermera para ayudarlos a cuidar a la cría y llegaron a primera hora de la mañana". También se consideró una anualidad para una madre receptora de la condecoración, pero debido a restricciones presupuestarias del gobierno, esto resultó inviable. También se instruyó a los miembros de la organización Juventudes Hitlerianas; una portadora de la Cruz de la Madre debía ser honorada honorablemente (saludada) cuando se le encontraba. El periódico nacional Völkischer Beobachter (Observador del Pueblo) (N.º 25 de 1938) declaró: "... la titular de la Cruz de Honor de la Madre disfrutará en el futuro de todo tipo de privilegios que por naturaleza nos hemos acostumbrado a los camaradas honrados de nuestra nación y nuestros heridos veteranos de guerra."

### Anulación de reconocimiento
La recepción de la condecoración no era garantía de reconocimiento permanente, podría anularse caso por caso bajo ciertas circunstancias siguiendo el consejo del Reichsminister des Innern (Ministro del Interior del Reich). Por ejemplo, podría anularse si la madre dejaba de ser "digna" al descuidar a sus hijos, infidelidad matrimonial, prostitución o exhibir otro comportamiento problemático. 

## Destinatarias

### Ceremonias de presentación pública

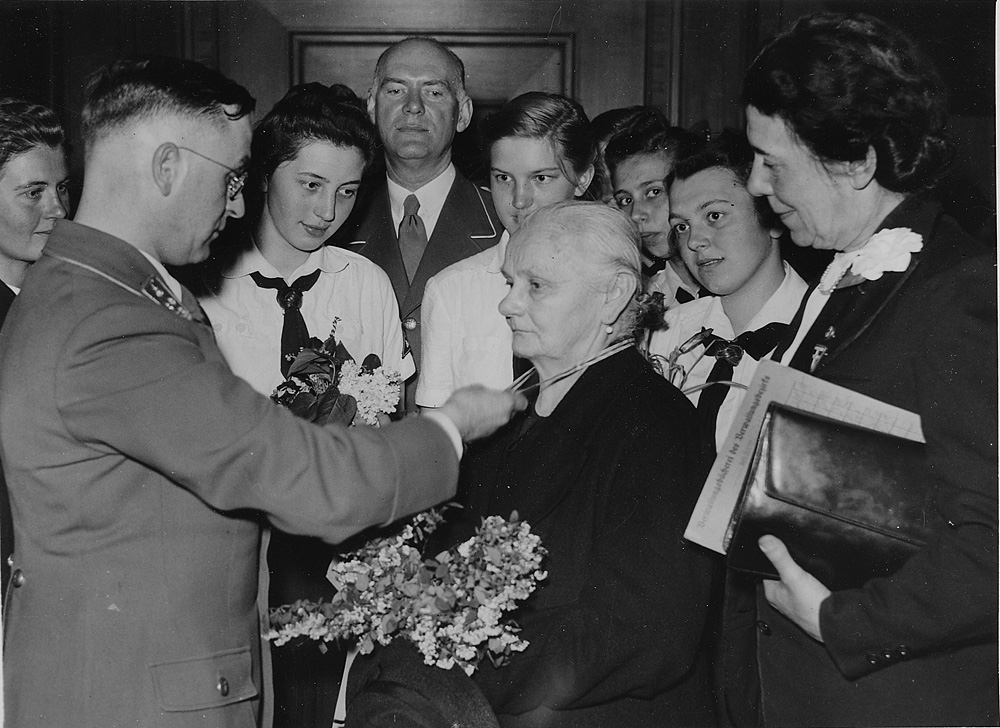
Entrega de la Medalla en el Día de la Madre (Morsdag) en 1943.

La primera destinataria fue Louise Weidenfeller, de 61 años, de Múnich, condecorada con una Medalla de 1.ª clase ya que había dado a luz a un total de ocho hijos.
Las primeras ceremonias de presentación pública, después del inicio de la Cruz de la Madre Alemana en diciembre de 1938, se llevaron a cabo el Día de la Madre el 21 de mayo de 1939 en toda Alemania. Sin embargo, debido al alto número inesperado de madres seleccionadas para la condecoración en todas las clases desde su inicio, a pesar de los estrictos criterios de nominación, las presentaciones iniciales se restringieron a madres de 60 años o más debido a varias limitaciones administrativas y logísticas. Las presentaciones del primer año también se extendieron para incluir el 1 de octubre de 1939, el día del "festival de la cosecha" (Erntedankfest), equivalente a la acción de gracias, y la víspera de Navidad del 24 de diciembre de 1939. No fue hasta el Día de la Madre de 1940 en adelante que las madres elegibles menores de 60 años finalmente recibieron la decoración de su Cruz de la Madre y, una vez más, estas presentaciones se aplazaron hasta una fecha posterior ese mismo año. Una madre receptora que no pudo asistir a su invitación oficial a una ceremonia de presentación pública local recibió su decoración entregada a través del servicio postal. Algunas ceremonias de presentación también fueron grabadas eventos filmados por Die Deutsche Wochenschau (El Noticiero Semanal Alemán).

### Condecoraciones totales conferidas
Las decoraciones totales exactas otorgadas a lo largo de su existencia ya no se pueden rastrear a través de los registros oficiales limitados que sobrevivieron a la Segunda Guerra Mundial, los archivos centrales de la aplicación celebrados en la Präsidialkanzlei (Cancillería presidencial) en Berlín se perdieron o destruyeron de otra manera al cerrar los eventos de la guerra, sin embargo, se estimó que hasta septiembre de 1941 había un total de 4.7 millones de madres honradas con la condecoración de la Cruz de Honor de la Madre Alemana. Éste número aumentó solo moderadamente en los años siguientes. No se pudieron otorgar más condecoraciones; otras estimaciones suponen más de 10 millones.[cita requerida]

## Posguerra
Después del final del Tercer Reich en 1945, la Cruz de la Madre se denominaba ocasionalmente Mütterverdienstkreuz (Cruz del Mérito de la Madre). La Cruz de la Madre, sin embargo, pertenece a las condecoraciones y medallas otorgadas durante la era del Tercer Reich de Alemania, y como tal, incorpora por diseño el símbolo de la esvástica adoptada; el uso o exhibición de los cuales en lugares públicos, especialmente en Alemania, de tales decoraciones desde el 26 de julio de 1957, está restringido y regulado por la ley alemana (Ref. Bundesgesetzblatt (BGBl) I, 1957, S. 844, §6) de conformidad con la siguiente Ley de títulos, órdenes y honores de la República Federal de Alemania (Gesetz über Titel, Orden und Ehrenzeichen).

## Portadoras notables
- Magda Goebbels, "primera mujer" del Reich de facto.